# کانبرا

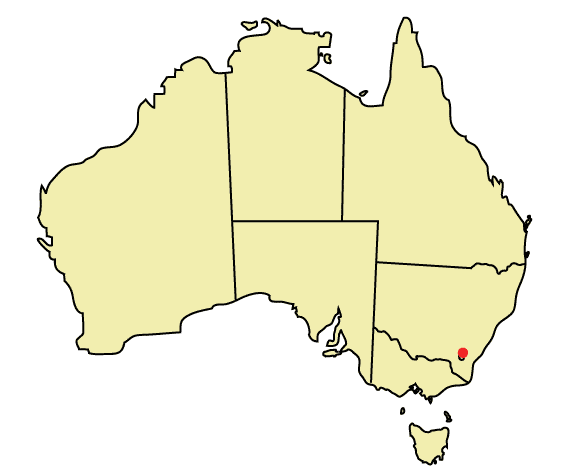
محل شهر کنبرا بر روی نقشه استرالیا.

کنبـِرا (به انگلیسی: Canberra) پایتخت کشور استرالیا است. در سال ۲۰۲۱ جمعیتی حدود 466,566 نفر داشت و بزرگ‌ترین شهر غیر بندری استرالیا به‌شمار می‌آید.  کنبرا در ۳۰۰ کیلومتری جنوب غربی سیدنی و ۶۵۰ کیلومتری شمال شرقی ملبورن واقع است. کنبرا در سال ۱۹۰۸ در توافقی میان سیدنی و ملبورن به پایتختی استرالیا برگزیده شد. این شهر به عنوان شهری که کاملاً با نقشه قبلی ساخته شده‌است با دیگر شهرهای استرالیا تفاوت دارد. کنبرا به عنوان پایتخت استرالیا، پارلمان و دادگاه عالی این کشور و بسیاری دیگر از اداره‌های دولتی را در خود جای داده‌است. کنبرا همچنین مورد علاقه گردشگران داخلی و خارجی استرالیا است.
این شهر تنها شهر در بین همه شهرهای استرالیا است که با هدف و با طراحی قبلی ساخته شده‌است. طرح شهر، پس از مسابقهٔ بین‌المللی طراحی شهری، طرح معمار اهل شیکاگو، والتر و ماریون ماهونی گریفین انتخاب و کار ساخت در سال ۱۹۱۳ آغاز شد. طرح شهر، پر از باغ‌های شهری بود و زمین‌های زیادی به فضای سبز اختصاص داده شد بطوریکه کنبرا عنوان «پایتخت بوته» را به خود اختصاص داد. هر چند رشد و توسعه کنبرا در اثر جنگ‌های جهانی کاهش یافت، پس از جنگ جهانی دوم دوباره مسیر پیشرفت را ادامه داد.
بیشتر استرالیایی‌ها نام شهر را در دو بخش تلفظ می‌کنند/ˈkæm.bɹə/ یا /ˈkæm.bɹə/ (can-bra یا cam-bra) تعداد کمی از تلفظ /ˈkæn.bə. ɹə/ یا/kæn. ˈbe. ɹə/ استفاده می‌کنند. ساکنین شهر را کنبرایی/kæn. ˈbe. ɹəns/ می‌گویند.

## تاریخچه

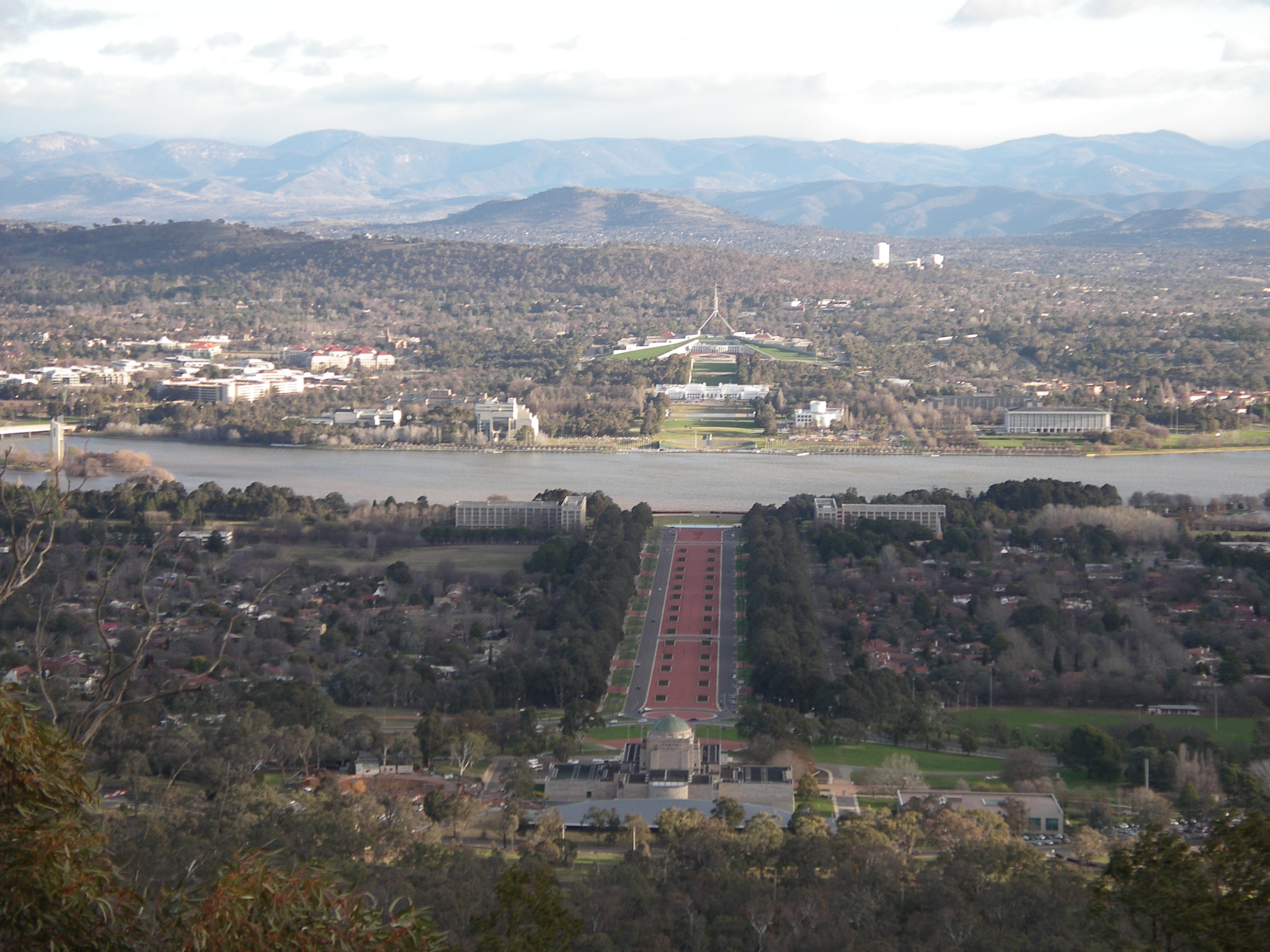
چشم‌اندازی از کنبرا

منطقه امروزی کنبرا پیش از ورود سفیدپوستان، زیستگاه فصلی قبائل نوناوال و والگالو بود. مردم نگاریگو در جنوب شرقی کنبرا، گوندونگورا در شمال، یوئین در ساحل و ویراجوری‌ها در غرب زندگی می‌کردند. یافته‌های باستان‌شناسی از ناحیه کنبرا نشانگر سکونت انسان از دست کم ۲۱ هزار سال پیش در این منطقه است.
واژهٔ «کنبرا» را برگرفته از نام قوم محلی نگابری دانسته‌اند. این قوم از گروه خانوارهای نگوناوال است. برخی دیگر نام کنبرا را گرفته از واژهٔ «کامبرا» به معنی «محل دیدار» در زبان نگوناوال می‌دانند.

## جغرافیا و آب‌وهوا

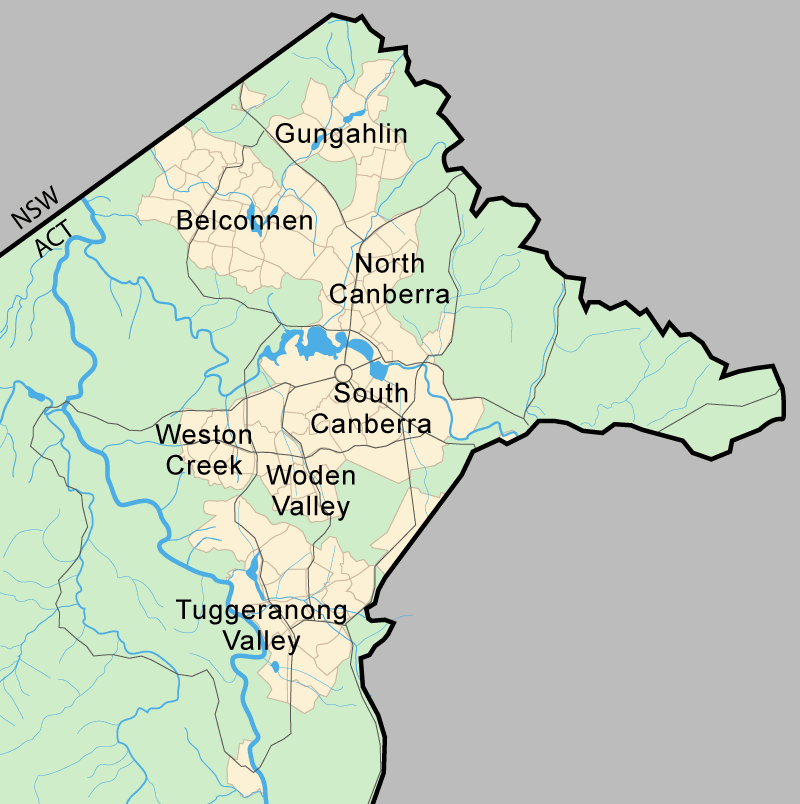
قلمرو پایتختی استرالیا، هفت منطقه اصلی کنبرا به رنگ زرد نشان داده شده‌اند که عبارت‌اند از کنبرای شمالی، کنبرای جنوبی، دره وودن، بلکانن، وستون کریک، تاگرانانگ، گانگالین.

مساحت کنبرا ۸۱۴٫۲ کیلومتر (۵۰۵٫۹ مایل) است و در نزدیکی رشته کوه‌های بریندابلا قرار گرفته که نزدیک به ۱۵۰ کیلومتر (۹۳ مایل) از ساحل شرقی فاصله دارد. این شهر در ارتفاعاتی قرار گرفته که از ۵۵۰ متر تا ۷۰۰ متر تغییر می‌کنند (۱۸۰۰ تا ۲۳۰۰ فوت) بلندترین نقطه کوه ماجورا با ارتفاع ۸۸۸ متر (۲۹۱۳ فوت) است. تپه‌های بزرگ دیگر شامل کوه تیلور (ناحیهٔ پایتخت استرالیا)، کوه آینسلی (ناحیهٔ پایتخت استرالیا)، کوه موگاموگا و کوهستان سیاه (ناحیهٔ پایتخت استرالیا) هستند. بوته زارهای اطراف مخلوطی از گیاهان اوکالیپتوس، ساوانا، زمین‌های سرسبز، باتلاق و جنگل‌های اکالیپتوس خشک است. رودخانهٔ ملونگلو از کنبرا عبور می‌کند و برای تأمین آب شهر، سری بر روی آن ساخته شده که دریاچهٔ بورلی گریفن را شکل داده‌است. سپس ملونگلو به رودخانهٔ موروم بیجی در شمال غربی کنبرا وصل می‌شود که آن هم در جهت شمال غربی به سمت شهر یاس در نیوساوت ولز می‌رود. رودخانهٔ کرئین بیان، ملونگلو را، به زمین‌های آواکس متصل می‌کند. نهرهای کوچک زیادی از قبیل نهر جرا بومبرا و نهر یارا لوملا به ملونگلو و موروم بیجی جریان دارند. دو تا از این نهرها با نام‌های جینیندرا و تاگرانانگ برای شکل‌دادن دریاچه‌های جینیندرا و تاگرانانگ ، سدبندی شده اند. در گذشته گاهی رودخانه ملونگلو طغیان می‌کرده و باعث سیل می‌شده‌است.
بخاطر عرض جغرافیایی ویژه و فاصله و ارتفاع از ساحل، کنبرا چهار فصل مجزا دارد. آب‌وهوای بیشتر مناطق ساحلی که همه پایتخت‌های ایالتی را در بر می‌گیرد معتدل است. کنبرا هوای گرم، تابستان‌های خشک، و زمستان‌های ملایم با مه سنگین و سرمازدگی متناوب و بارش نادر برف در ناحیه تجاری مرکزی و مناطق اطراف، دارد. بیشترین دمای ثبت شده، در یکم فوریه ۱۹۶۸ بوده‌است. کمترین دمای ثبت شده در ۱۱ ژوئیه ۱۹۷۱ است. تقریباً هر سه زمستان یکبار، و بیشینه بارش در بهار و تابستان دیده می‌شود.

## انتخاب مکان
ملبورن نخستین پایتخت استرالیا بود. پس از استقلال فدراسیون استرالیا در دوره‌ای که بین سیدنی و ملبورن مذکراتی برای انتخاب یکی از دو شهر به عنوان پایتخت بود مقامات دو شهر در چهارچوب یک سازش سیاسی توافق کردند که جایی میان دو شهر، پایتخت فدراسیون استرالیا باشد. البته آب‌وهوا دلیل دیگر انتخاب کنبرا بود. زیرا کنبرا نسبت به گرمای زیاد هوا در سیدنی و ملبورن در فصل تابستان، هوای خنک‌تری دارد. همچنین همه سیاستمداران در آن زمان براین نکته توافق داشتند که مردم سفیدپوست فقط درمناطق با آب‌وهوای خنک می‌توانند رشد کنند و رهبری کشور را بدست داشته باشند.

## ساختار شهری

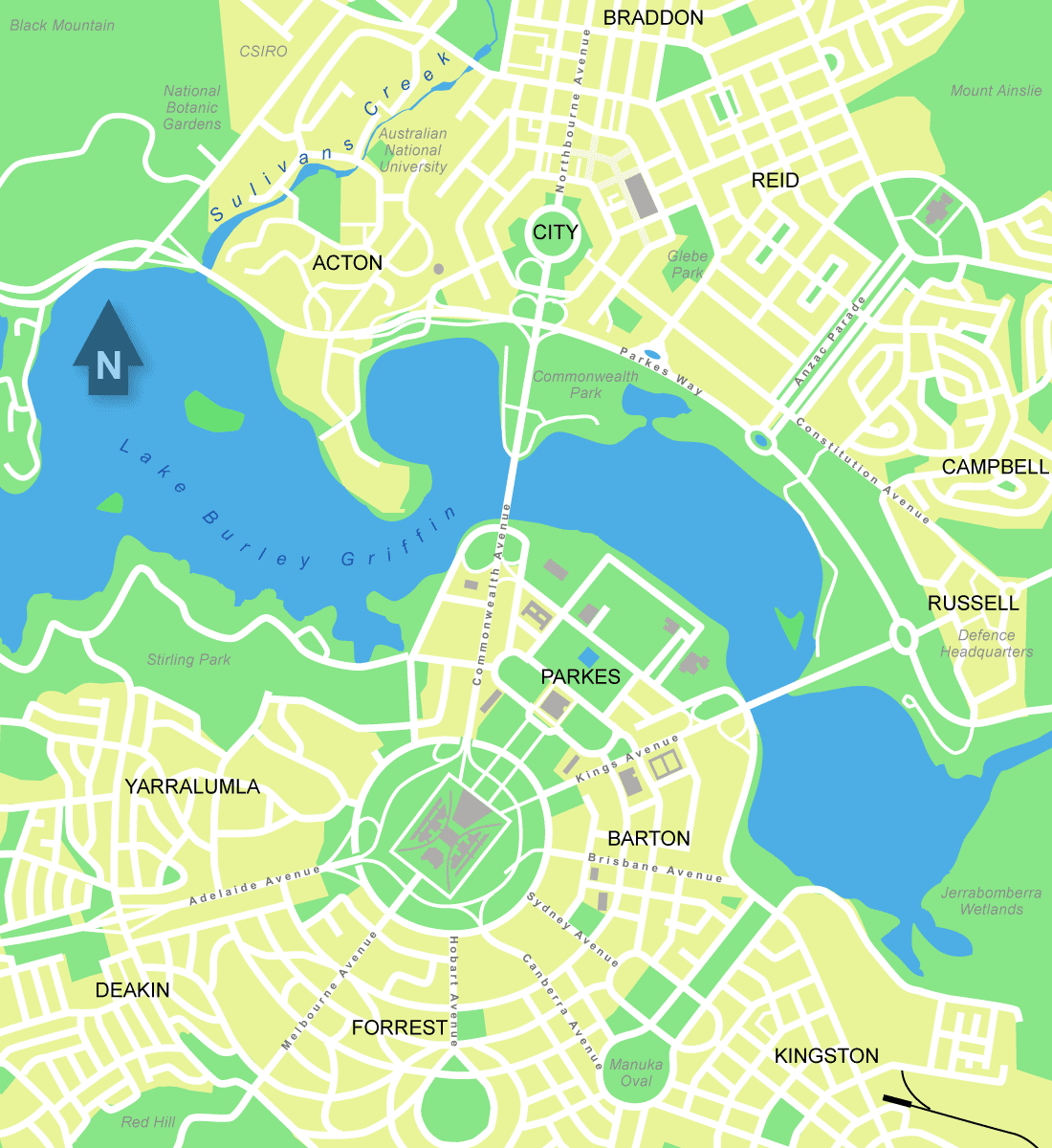
نمای داخلی کنبرا جلوه‌هایی از طرح گریفن و بویژه مثلث پارلمانی کنبرا را نمایش می‌دهد.

کنبرا شهری با طراحی قبلی است که توسط دو معمار سرشناس سده ۲۰ آمریکا، والتر و ماریون ماهونی گریفین طراحی شده‌است. مرکز شهر در مسیر دو محور عمود برهم طراحی شده‌است. محور آبی که تا دریاچهٔ گریفن امتداد می‌یابد و محور زمین‌های تشریفاتی که از خانهٔ پارلمان در کاپیتال هیل تا خیابان ANZAC (یادبودهای جنگی استرالیا) در کوهپایهٔ کوه اینسلی ادامه می‌یابد. منطقه معروف به مثلث پارلمانی کنبرا از سه محور تشکیل شده که از کاپیتال هیل در امتداد خیابان رفاه اجتماعی تا مرکز سیویک در حوالی سیتی هیل در امتداد خیابان قانون اساسی تا محوطهٔ دفاعی در راسل هیل و در امتداد خیابان کینگز به کاپیتال هیل گسترده شده‌است. نواحی شهری کنبرا به محدوده‌های برنامه‌ریزی شده، مرکز شهر، مرکز گروه، و حومه‌های محلی تقسیم شده‌اند. هفت محدوده وجود دارند که هر کدام به حومه‌های کوچک‌تر تقسیم شده و هر کدام یک مرکز شهر دارند که محل فعالیت‌های اجتماعی و خرید و فروش است. این محدوده‌ها به ترتیب زیر مسکونی شدند:
- کنبرای شمالی، در سال‌های ۱۹۲۰ و ۱۹۳۰ مسکونی شد که تا ۱۹۶۰ ادامه داشت و دارای ۱۵ حومه است.
- کنبرای جنوبی، از سال ۱۹۲۰ تا ۱۹۶۰، دارای ۱۲ حومه
- دره وودن، در سال ۱۹۶۳ مسکونی شد، ۱۳ حومه
- بلکانن، در سال ۱۹۶۷ مسکونی شد، دارای ۲۵ حومه
- وستن گریک، در سال ۱۹۶۹ مسکونی شد، دارای ۸ حومه
- تاگرانانگ، در سال ۱۹۷۴ مسکونی شد، دارای ۱۹ حومه
- گانگالین، در سال ۱۹۹۰ مسکونی شد، تاکنون ۷ حومه دارد.

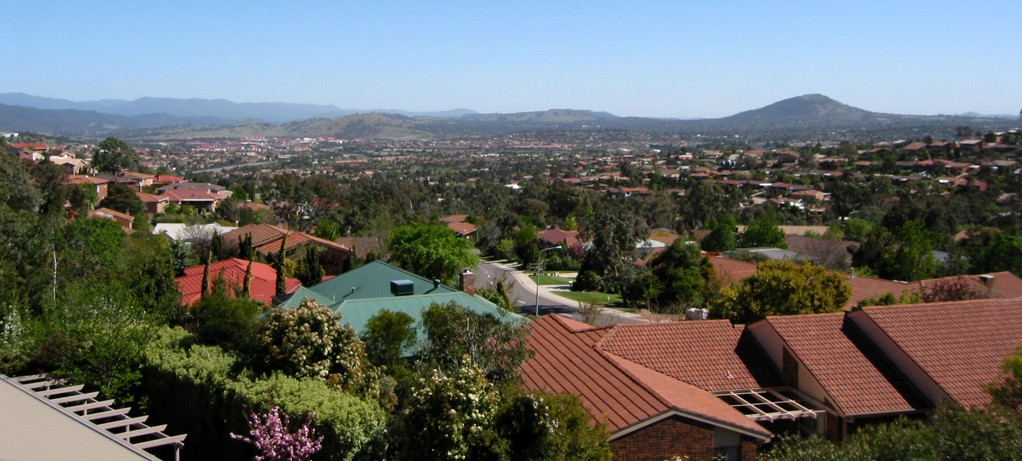
چشم‌انداز دره تاگرانانگ از تپه تاگرانانگ

محدوده‌های کنبرای شمالی و جنوبی اساساً مبتنی بر طراحی والتر بورلی گریفن هستند. پس از سال ۱۹۶۷ کمیسیون توسعه پایتخت کشوری «نقشهٔ Y» را طراحی کرد تا شهر کنبرا را وسیع‌تر کند و مجموعه‌ای از مراکز خرید و مرکز شهرها را راه‌اندازی کرده و با بزرگراه به یکدیگر متصل کند. این نقشه شبیه حرف Y بود که تاگرانانگ در قسمت پایینی و بلکانن و گانگالین در دو انتهای دو بازوی آن قرار داشتند. دولت استرالیا از توسعه کنبرا توسط پشتیبانی کرد. همه زمین‌های واقع در قلمرو پایتختی استرالیا به مدت ۹۹ ساله از دولت ملی اجاره گرفته شده‌اند هر چند بیشتر اجاره‌ها امروزه توسط دولت ناحیه، مدیریت می‌شود. بیشتر حومه‌ها دارای مغازه‌های محلی هستند و نزدیک به مرکز بزرگ خرید قرار دارند. امکانات اجتماعی و مدارس بیشتر نزدیک به مغازه‌های محلی یا مراکز خرید قرار دارند. بیشتر حومه‌های استرالیا از روی نام استرالیایی‌های معروفی که نخستین ساکنان این شهر بوده‌اند، نام‌گذاری شده‌است. خیابان‌ها عموماً از روی موضوع خاص نام‌گذاری شده‌اند برای نمونه، خیابان راضی از روی سدها و آب‌بندها و خیابان پاژ از روی بیولوژیست‌ها و ناتورالیست‌ها نام‌گذاری شده‌است. بیشتر هیئت صنایع سبک وجود دارد: حومه‌های فیش و یک، میچل و هومه.

## مدیریت شهری

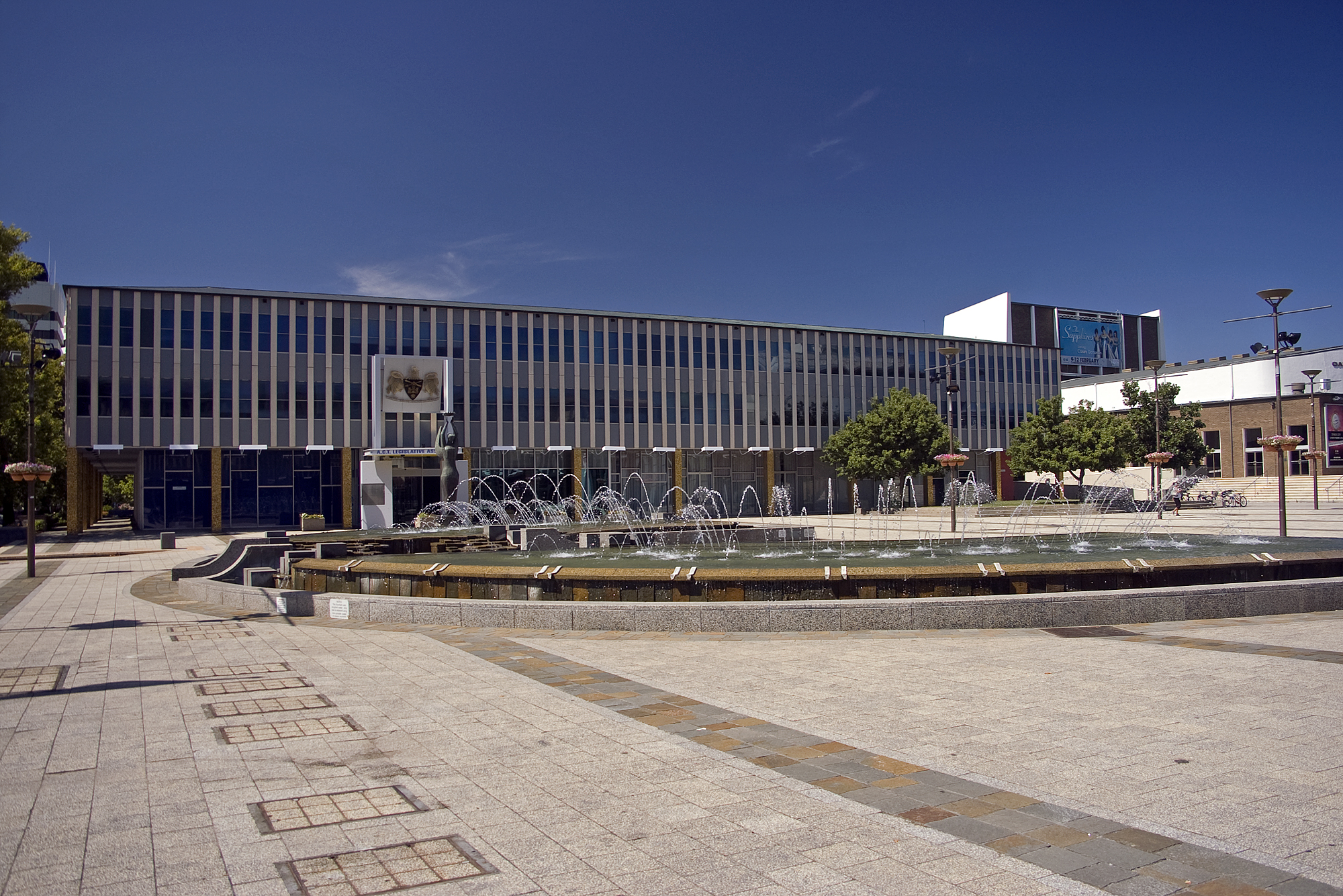
پرونده: مجلس قانونگذاري قلمرو پایتختی استرالیا، مجسمه Ethos(تام باس،1961)

در محدودهٔ پایتخت استرالیا به غیر از شهر کنبرا، منطقه مسکونی بزرگ‌تر از روستا وجود ندارد. مجلس قانونگذاری پایتخت استرالیا کار وضع قانون در شهر و محدودهٔ دولتی را بر عهده دارد. مجلس ۱۷ عضو دارد که با برگزاری انتخابات از سه محدوده انتخاب می‌شوند. این سه محدوده، ملونگلو، جینیندرا و بریندابلا هستند که به ترتیب، هفت، پنج و پنج عضو انتخاب می‌کنند. نخست‌وزیر توسط اعضای مجلس قانونگذاری (MLA) انتخاب می‌شود. در انتخابات سال ۲۰۰۴، حزب کارگر استرالیا به رهبری نخست‌وزیر، جون استانهوپ نه کرسی از هفده کرسی را بدست آورد و نخستین دولت بیشتر قلمرو پایتختی استرالیا را تشکیل داد.
دولت ملی استرالیا تا اندازه‌ای بر دولت قلمرو پایتختی استرالیا تأثیر دارد. در حیطهٔ مدیریتی، حزب ملی سرمایه مسئول برنامه‌ریزی و توسعه کنبرا است که از اهمیت ملی برخوردار است و باید با دیدگاه گریفن همخوانی داشته باشد و مناطقی که مالکیتشان جزو اموال عمومی محسوب می‌شود را به پارک طبیعی کنبرا تبدیل کنند. دولت ملی نیز تا اندازه‌ای کنترل مجلس را در دستان خود نگه می‌دارد و اینکار را با استفاده از مقررات محدودهٔ پایتخت استرالیا در سال ۱۹۸۸ انجام می‌دهد. قوانین پارلمان ملی، اساسنامه قلمرو پایتختی استرالیا است و محدودیت‌هایی را بر قانونگذاری در مجلس اعمال می‌کند.
پلیس فدرال استرالیا امنیت را در همه ایالت‌ها برقرار می‌کند. مردمی که جرمی مرتکب شده‌اند در دادگاه صلحیه استرالیا و اگر جرائم شدید و سنگین باشد، در دادگاه عالی استرالیا محاکمه می‌شوند. زندانی‌ها در باز داشتگاه بلکانن در قلمرو پایتختی استرالیا نگهداری می‌شوند و از آنجایی که زندانی در قلمرو پایتختی استرالیا وجود ندارد، محکومین برای گذراندن دوران محکومیت به نیو ساوت ولز فرستاده می‌شوند. دادگاه‌هایی مانند دیوان محاکمات و دادگاه خانوادهٔ استرالیا به موضوعات غیر جنایی و اختلافات روزمره مردم می‌پردازند.

## اقتصاد

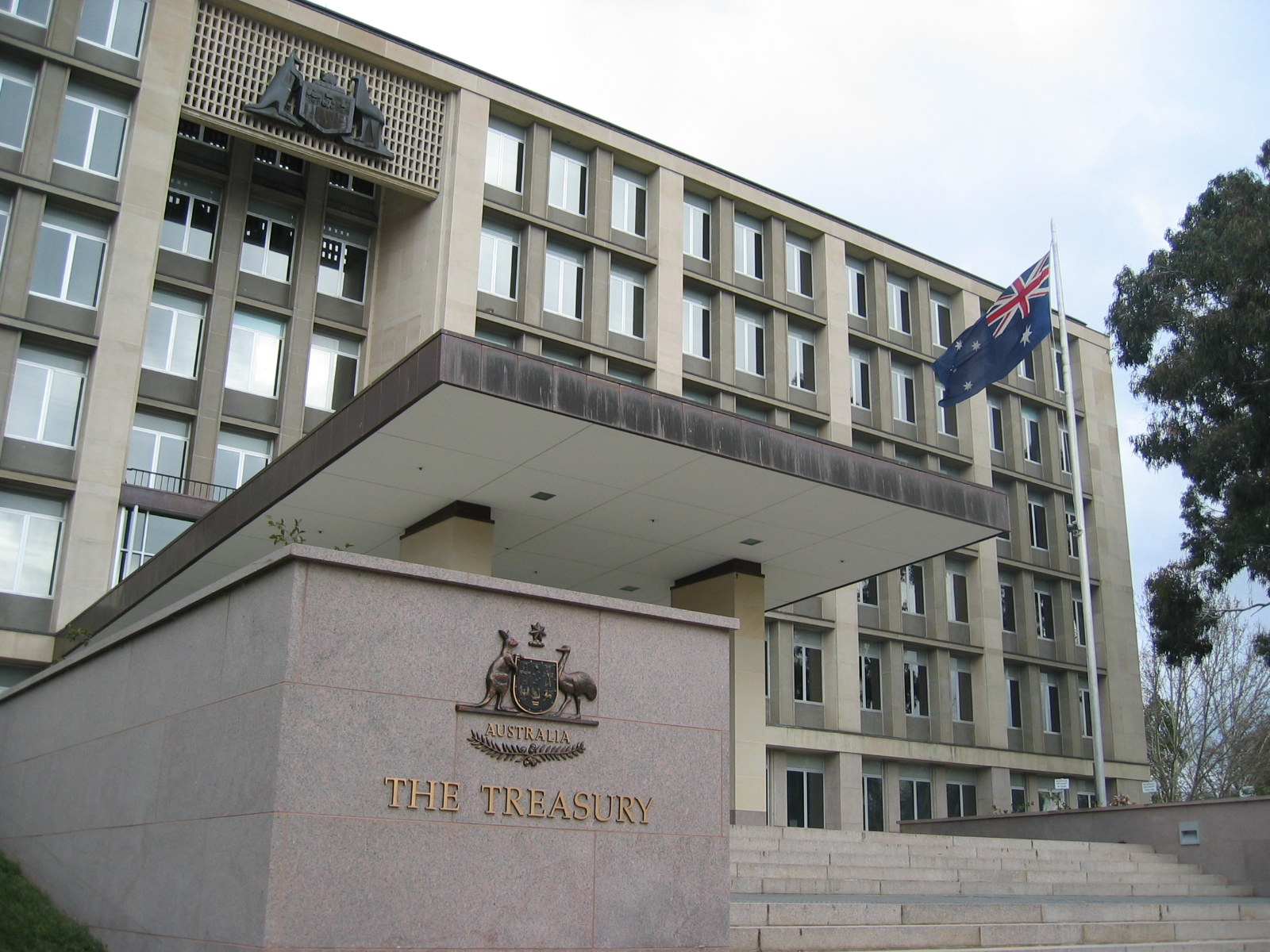
بسیاری از استرلیایی‌ها توسط ارگان‌های دولتی از جمله خزانه‌داری استرالیا استخدام شده‌اند.

طبق سرشماری سال ۲۰۲۱ نرخ بیکاری در کنبرا ۴ درصد است که کمتر از نرخ بیکاری استرالیا یعنی ۵ درصد است. میانه درآمد ناخالص هفتگی ساکنین کنبرا برای هر فرد ۱٬۲۸۹ دلار استرالیا در مقایسه با  ۸۰۵ دلار برای کل استرالیا است.
به علت نرخ پایین بیکاری و سطح درآمد مناسب هر شهروند استرالیایی، ساکنان کنبرا در میان شهرهای بزرگ استرالیا بیشترین درآمد میانگین را دارند.
میانگین هزینهٔ مسکن در کنبرا از ژوئن ۲۰۰۵، ۳۵۲۵۰۰ دلار بوده که پایین‌تر از ملبورن و سیدنی است. میانگین هزینهٔ اجاره مسکن در کنبرا بیشتر از دیگر ایالت‌ها است. هزینه اجاره یک خانهٔ سه خوابه در ژوئن ۲۰۰۶ در کنبرا ۳۲۰ دلار در هفته بوده‌است که بالاترین مقدار را در بین مراکز دیگر ایالت‌ها دارد.
صنعت اصلی شهر مدیریت دولتی و دفاع است که ۱٪/۲۶ تولید ناخالص داخلی در ۲۰۰۴–۲۰۰۳ را تأمین می‌کند و ۴۰٪ نیروی کار کنبرا را بکار گرفته‌است. کارفرمایان اصلی بخش عمومی در کنبرا، پارلمان و سازمان‌های دولتی مانند سازمان دفاع، مالی، روابط خارجی بازرگانی و خزانه هستند. تعدادی از قوای دفاعی استرالیا در نزدیکی کنبرا مستقر شده‌اند، بخصوص HMAS Harman که یک مرکز ارتباطات دریایی است و به مرکز نگهداری مهمات چند منظوره تبدیل شده‌است. پایگاه نظامی قایر بایرن که نزدیک زمین‌های فرودگاه بین‌المللی کنبرا بود، به مسئولین فرودگاه واگذار شد، ولی این پایگاه هنوز هم برای پروازهای خصوصی RAAF بکار می‌رود.
خدمات املاک و تجارت، خدمات عمومی و بهداشت، ساخت مسکن و آموزش و پرورش از شاخص‌های مهم اقتصادی استرالیا هستند. صنعت جهانگردی این کشور نیز رونق زیادی دارد. بهار و پاییز این کشور بسیار زیباست و نمایشگاه سالانه گل و گیاه کنبرا (Floriade, Canberra) یکی از جاذبه‌های اصلی این کشور محسوب می‌شود.

## جمعیت‌شناسی

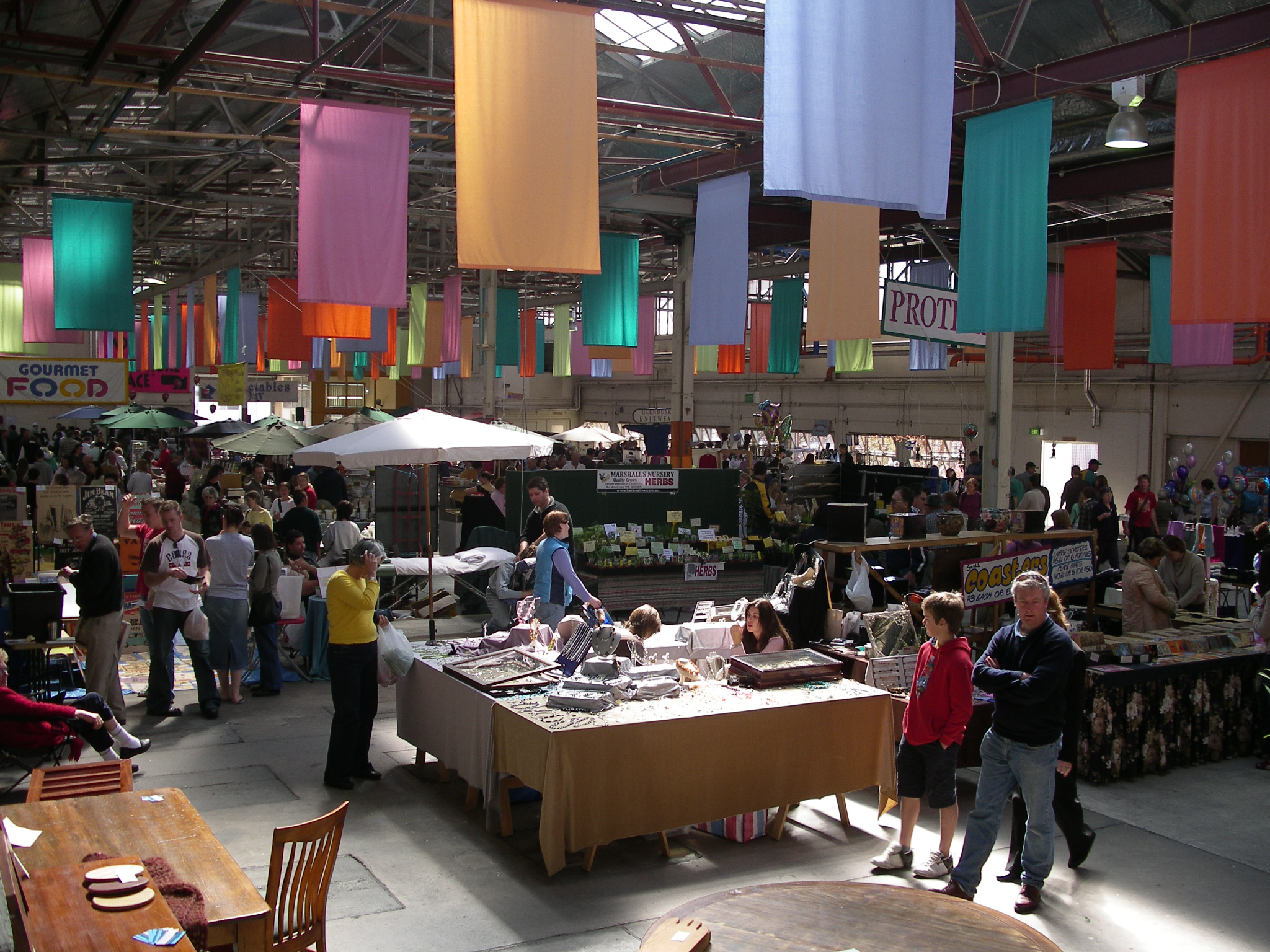
خرید در بازازهای هفتگی Bus Depot در کینگسون، محدوده پایتخت استرالیا

در سرشماری سال ۲۰۲۱، جمعیت کنبرا ۱۴۵٬۵۰۷ نفر بوده‌ است.۳۰٫۴ درصد جمعیت کنبرا از اجداد استرالیایی، ، ۳۳٫۶ درصد از اجداد انگلیسی و بقیه از سایر کشورها بوده اند.
بیشتر مردم کنبرا به زبان انگلیسی صحبت می‌کنند، عده‌ای زبان دوم دارند که از آن جمله زبان چینی مندرین، نپالی، ویتنامی، چینی کانتونی و اسپانیایی است. این پنج زبان توسط ۷٫۷٪ مردم صحبت می‌شود. مردم کنبرا نسبتاً جوان و تحصیلکرده هستند. میانه سن افراد ۳۵ سال است و فقط ۱۵٫۱ درصد از جمعیت، بالای ۶۵ سال است. حدود ۲۳٫۸٪ مردم کنبرا دارای دین مسیحی از شاخه‌های کاتولیک و آنگلیکان، ۳٫۲٪ معتقد به دین هندو هستند و ۴۹٫۷٪ غیر مذهبی هستند.۶٫۵٪ هم به این سوال پاسخ ندادند. بین ۱۹۹۶ و ۲۰۰۲، ٪۹/۶۱ جمعیت کنبرا کوچ کرده‌اند که دومین میزان بالای نقل مکان در شهرهای استرالیا است.
از سال ۲۰۰۲ جرایم متداول در کنبرا، جرائم مالی، ورود غیرمجاز و سرقت خودرو و موتورسیلکت بوده‌است آدمکش و موارد مشابه فقط هر ۱/۵ نفر در ۱۰۰/۰۰۰ نفر اتفاق می‌افتد که کمتر از میانگین ۴/۹ در سطح ملی است. میزان حملات جنسی نیز پایین‌تر از میانگین جهانی است.

## تحصیلات

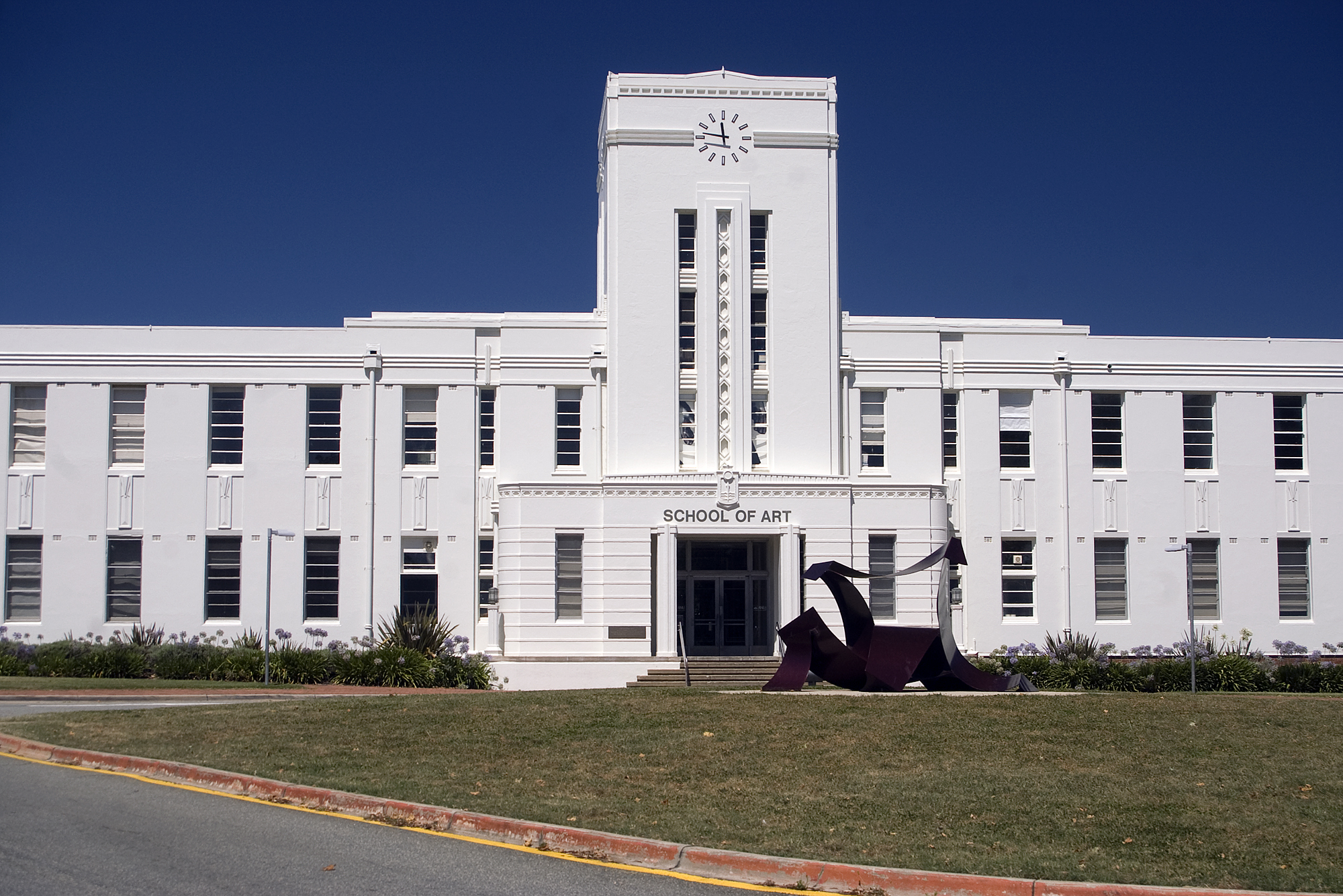
دانشکده هنر دانشگاه ملی استرالیا، (دبیرستان سابق کنبرا)

دو مؤسسه اصلی، دانشگاه کنبرا (UC) در منطقه بروس و دانشگاه ملی استرالیا در منطقه آستون هستند. دانشگاه ملی استرالیا به‌عنوان یک دانشگاه تحقیقاتی در سال ۱۹۴۶ ساخته شد و هنوز هم دارای مراکز تحقیقاتی قوی است و جزو برترین دانشگاه‌های جهان محسوب می‌شود و از طرفی، پس از دانشگاه ملبورن، دومین دانشگاه استرالیا در رتبه‌بندی جهانی است.
هر دو دانشگاه، محوطهٔ داخلی جالب و دانشجویان خارجی دارند. دو دانشگاه مذهبی نیز در کنبرا وجود دارد: سیگنادو در حومهٔ کنبرای شمالی در منطقه و استون که دانشگاه کاتولیک است و کالج علوم الهی سنت مارک در نزدیکی خانهٔ پارلمان که جزو پردیس دانشگاه استوارت چارلز است آکادمی نیروی دفاع استرالیا (ADFA) و کالج سلطنتی نظامی دونترون، در نزدیکی حومهٔ کمپل در شمال شرقی کنبرا واقع شده‌اند. دانشگاه ADFA علوم نظامی را تدریس می‌کند و جزئی از پردیس دانشگاه نیوساوت ولز است. دونترون نیز افسران قوای مسطح را تعلیم می‌دهد. در فوریهٔ ۲۰۰۴، ۱۴۰ مدرسهٔ دولتی و غیردولتی در کنبرا وجود داشت که ۹۶ تا دولتی و ۴۴ تا غیردولتی بود. در بیشتر حومه‌ها، پیش دبستانی و دبستان ابتدایی دارند که در فضاهای باز احداث شده‌اند. پیش دبستانی اجباری نیست ولی بیشتر بچه‌ها از آن استفاده می‌کنند. مدرسهٔ ابتدایی از ۱ تا ۶ سالگی است.
بچه‌ها از ۷ تا ۱۰ سالگی در راهنمایی و از ۱۱ تا ۱۲ سالگی در کالج درس می‌خوانند. قلمرو پایتختی استرالیا بیشترین نرخ ابقا را در استرالیا دارد و ۸۹٪ دانش‌آموزان که در هفت سالگی در سال ۱۹۹۹ نامنویسی کرده‌اند، تا سال ۲۰۰۴ به‌طور مرتب به تحصیلات خود ادامه می‌دادند.

## فرهنگ

### هنر و سرگرمی

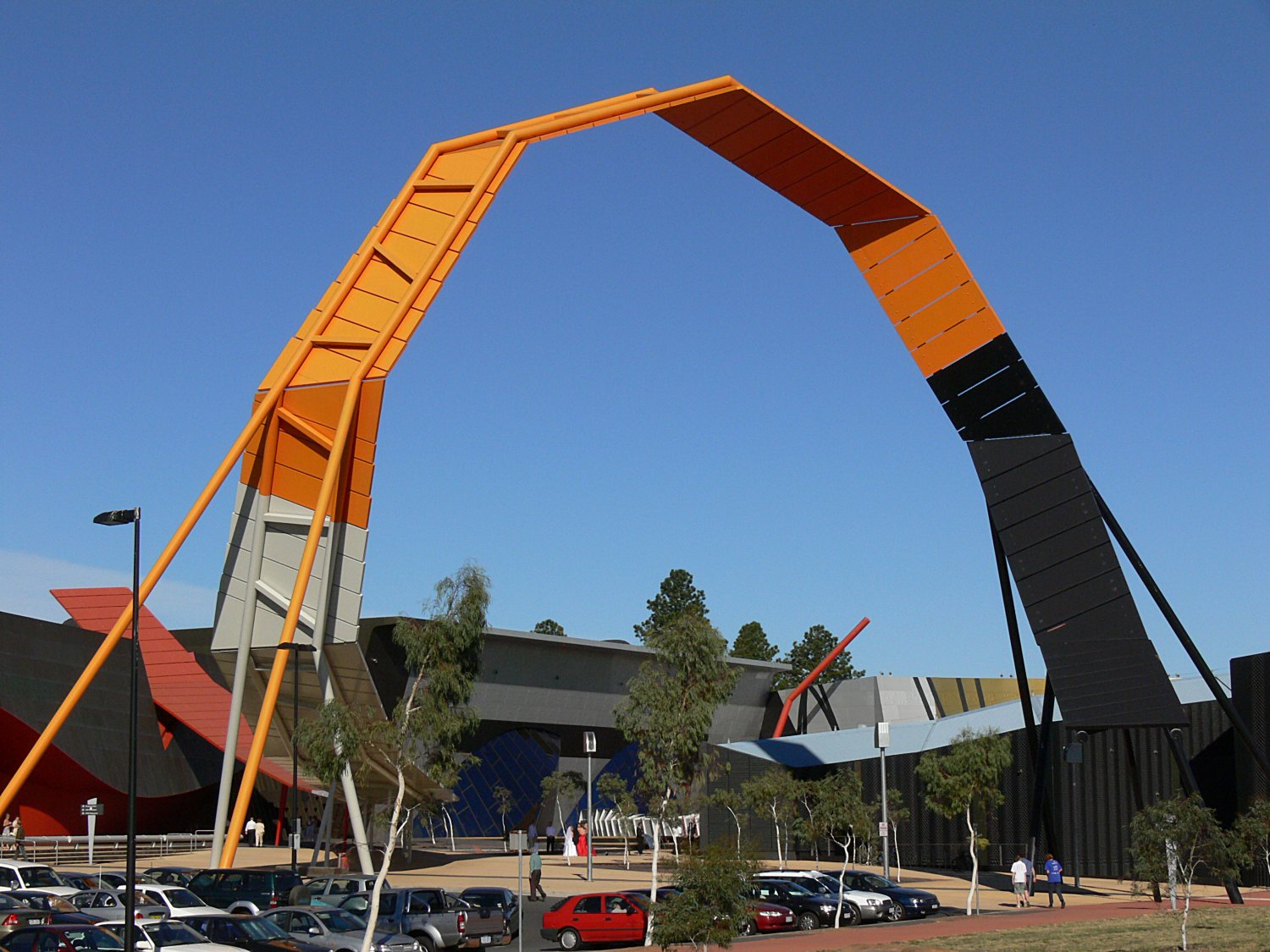
موزهٔ ملی استرالیا که در سال ۲۰۰۱ در زمزه آثار تاریخی ثبت شدهٔ این کشور قرار گرفت و ساختمان آن یکی از شاهکارهای معماری این کشور است

کنبرا مرکز بسیاری از موسسات و بناهای تاریخی از جمله موزهٔ جنگ استرالیا، نگارخانه ملی استرالیا، نگارخانه پرتره‌های ملی، کتابخانهٔ ملی استرالیا، آرشیو ملی استرالیا و موزه ملی استرالیا است. بسیاری از ساختمان‌های هیئت دولت به روی عموم باز هستند، مانند خانهٔ پارلمان، دادگاه عالی و ضرابخانهٔ سلطنتی استرالیا، مکان‌های تفریحی شامل دریاچهٔ گریفن، برج تلسترا، و باغ‌های گیاهی ملی استرالیا در منطقه کوه‌های سیاه، باغ وحش و آکواریوم در منطقه سد اسکریوند، موزهٔ ملی دایناسور و مرکز علوم و تکنولوژی ملی کنبرا، هستند.
نگارخانه و موزهٔ کنبرا در مرکز شهر حومهٔ سیویک، گنجینه تاریخ و هنر بومی است. ورود به بسیاری از خانه‌های تاریخی برای عموم آزاد است مانند: مزرعه رعیتی تاگرنانگ، موگا – موگا در سایمونستون و کلبهٔ بلودل در پارکس که نحوهٔ زندگی مهاجرین اروپایی را نشان می‌دهند. خانهٔ کالتورپس که نمادی از گذشته‌های دور کنبرا است، در منطقه رد هیل به خوبی نگهداری شده‌است. خانهٔ دانترون در حومهٔ کمپل، یکی از قدیمی‌ترین مزرعه‌های منطقه‌است و اکنون به دفتر کالج نظامی سلطنتی و انترون تبدیل شده‌است.

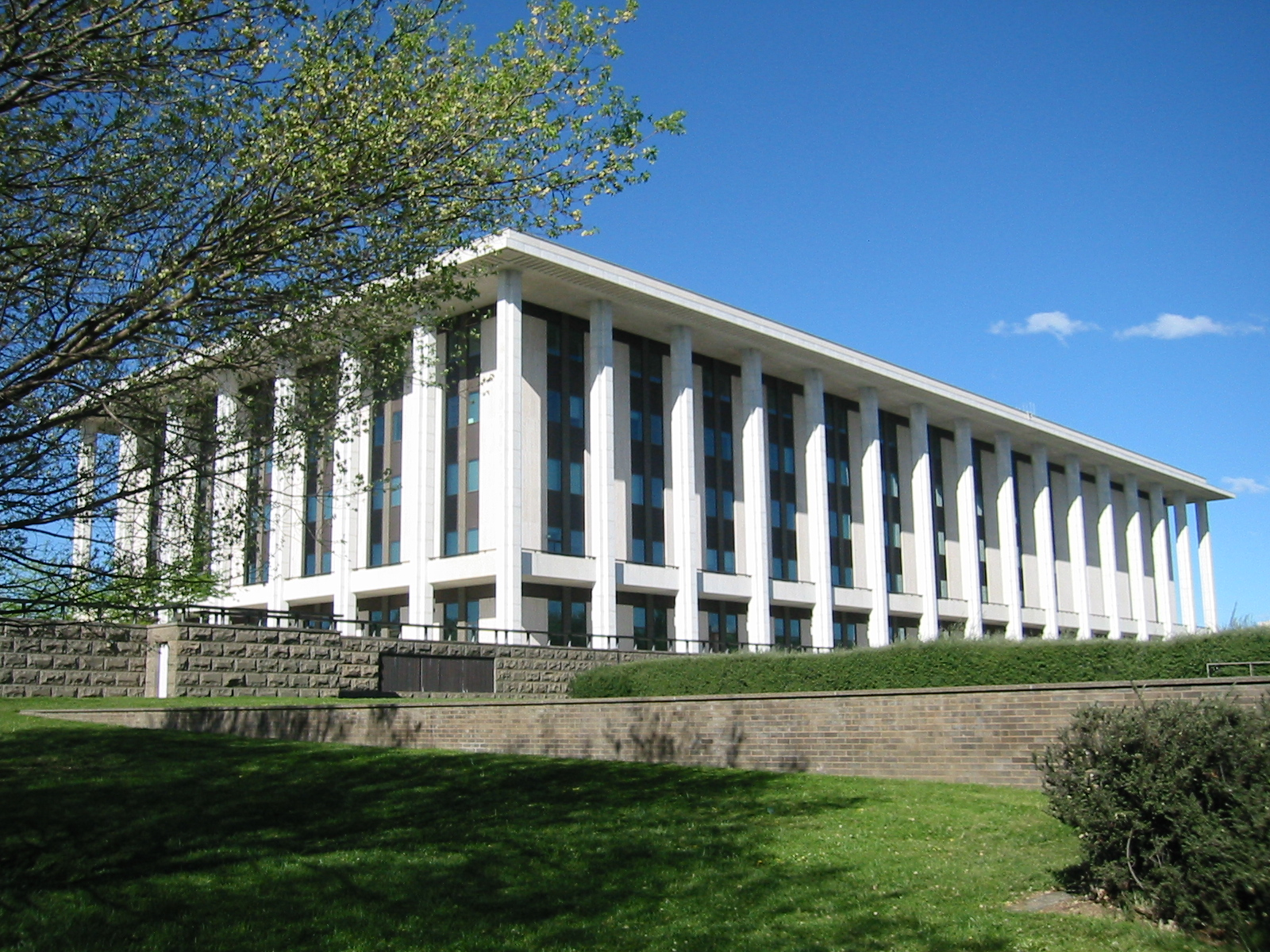
طبق قانون نسخه‌ای از تمام کتاب‌های چاپ شده در استرالیا می‌بایست در کتابخانهٔ ملی استرالیا نگهداری شود.

کنبرا، مکان‌های زیادی برای اجرای زندهٔ موسیقی و تئاتر دارد: نمایشگاه و تئاتر کنبرا که محل برگزاری کنسرت‌های متعدد بوده‌است و سالن لولین (در دانشگاه موسیقی ANU) که محل برگزاری کنسرت است. تئاتر خیابانی نیز طرفداران زیادی دارد. استون فست در دانشگاه کنبرا بزرگ‌ترین جشنوارهٔ موسیقی کنبرا است. کلوب‌های شبانه و کافه‌های زیادی در کنبرا وجود دارد که برنامه‌های سرگرمی زنده نیز برگزار می‌کنند و بیشتر در مناطق دیکسون، کینگ‌استون و مرکز شهر متمرکز شده‌اند. بیشتر مراکز شهر دارای سینما و سالن تئاتر و کتابخانه هستند. رخدادهای فرهنگی مردمی عبارت‌اند از جشنوارهٔ ملی مردمی استرالیا شوی سلطنتی کنبرا، و جشنوارهٔ ماشین و جشنوارهٔ کنبرا که بطول ۱۰ روز در ماه مارس به مناسب روز کنبرا برگزار می‌شود.
شهرهای متشابه کنبرا عبارت‌اند از آتلانتا، جورجیا در ایالات متحده، بیجینگ در چین، دیلی در تیمور شرقی، نارا در ژاپن و ورسایلس در فرانسه بین این کشورها تبادل فرهنگی صورت می‌گیرد. جشنوارهٔ کنبرا _ نارا همه ساله در ماه اکتبر برگزار می‌شود.

### رسانه‌ها
کنبرا به‌عنوان مرکز سیاسی استرالیا، وظایف مهمی را در گزارش‌های سیاسی بر عهده دارد و بنابراین دارای موسسات رسانه‌ای بزرگی مانند شرکت اطلاع‌رسانی استرالیا، شبکه‌های تجاری تلویزیونی و روزنامه‌های شهری است. بسیاری از موسسات خبری در «نگارخانه مطبوعات» جمع‌آوری شده‌اند که از پارلمان ملی استرالیا گزارش تهیه می‌کنند. کلوپ مطبوعات استرالیا برنامه تلویزیونی هفتگی‌ای دارد که یک سیاست‌مدار را دعوت می‌کند و پرسش‌هایی را مطرح می‌کند. «کنبرا تایمز» روزنامهٔ اصلی کنبرا است که در سال ۱۹۶۲ تأسیس شده‌است. ایستگاه‌های تلویزیونی (آزاد به هوا) شامل رد تلویزیون دولتی شرکت پخش استرالیا ABC| و سرویس ویژهٔ بخش SBS| و ایستگاه‌های تجاری تلویزیون پرایم، تلویزیون هستند. سرویس‌های تلویزیونی هزینه‌ای از طریق ماهوارهٔ فوکستل و کابل‌های شرکت ارتباطات سیار دریافت می‌شود. این شرکت همچنین ارائه‌دهندهٔ خدمات خطوط تلفن و پهنای باند اینترنت به وسیله کابل فیبرنوری در مناطق مختلف است.
تعدادی از شبکه‌های رادیویی کنبرا عبارت‌اند از: Valley FM ۸۹٫۵ که در تاگرانانگ قرار دارد، Radio 1RPH که برای افرادی که توانایی نوشتن ندارند برنامه پخش می‌کند و Radio 2XX FM که برنامه‌های فرهنگی و هفتگی به ۲۰ زبان مختلف و برنامه‌های ویژهٔ موسیقی دارد و فرهنگ‌های مختلف را تغذیه می‌کند. تعداد دیگری ایستگاه‌های رادیویی تجاری AM,FM نیز وجود دارند که عبارت‌اند از:Austereo, ARN، شبکه ABC و شبکهٔ رادیویی کاپیتال.
بخاطر قوانین غیر سختگیرانه در منطقه پایتخت، صنایع نوشته‌ها و عکس‌های جنسی در حومهٔ فیش و یک گسترش یافته و بسیاری از مردم داخل ایالت برای استفاده از مطالب و کارهای غیراخلاقی به آنجا می‌روند.

### ورزش

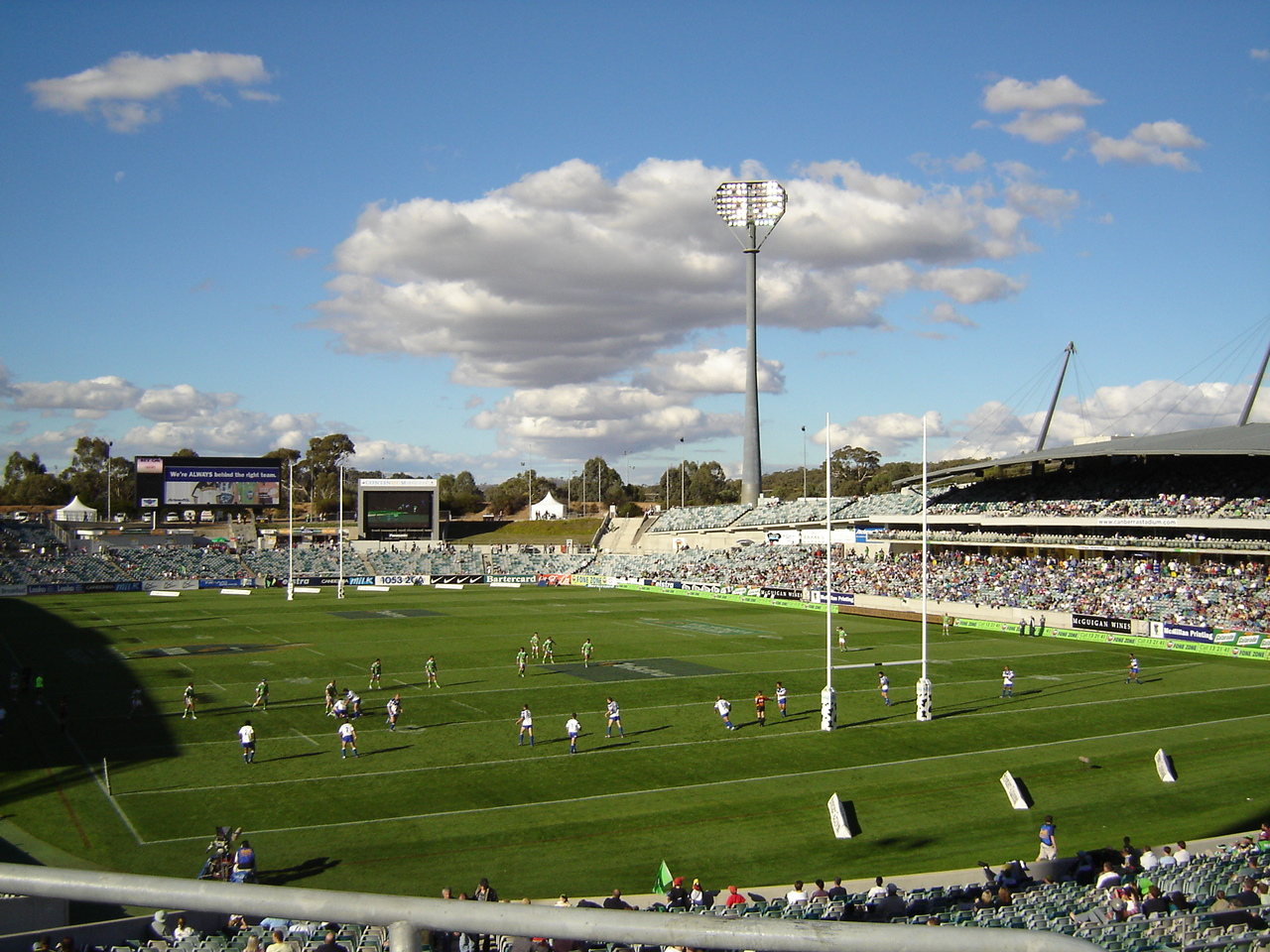
مسابقات راگبی در استادیوم کنبرا

علاوه بر تیم‌های محلی، کنبرا تیم‌های ملی نیز دارد که در مسابقات بین‌المللی رقابت می‌کنند. معروف‌ترین تیم‌ها کنبرا رایدرز و CA برومبیز هستند که در لیگ راگبی بازی می‌کنند و بارها به قهرمانی رسیده‌اند. بازی‌های خانگی هر دو تیم در استادیوم کنبرا برگزار می‌شود که بزرگ‌ترین ورزشگاه کنبرا است و در مسابقات المپیک تابستانی ۲۰۰۰ برای برگزاری مسابقات فوتبال و در سال ۲۰۰۳ برای جام جهانی را کپی استفاده می‌شد. تیم بسکتبال این شهر، کنبرا کاپیتالز، نیز تیم موفقی است. این تیم جایزهٔ لیگ بسکتبال زنان را از آن خود کرد.
تیم‌هایی نیز هستند که در مسابقات ملی با هم رقابت می‌کنند. این رشته‌ها شامل نت‌بال، هاکی روی چمن، هاکی روی یخ و کریکت است. لیگ فوتبال استرالیا |AFL و باشگاه فوتبال کانگوروز، مسابقات متعددی را در منطقه ماندکا اوال برگزار کرده‌اند. باشگاه فوتبال ملبورن پس از جابجایی به کارارا، مسابقاتی را در مقابل تیم وسترن بولداگز انجام خواهد داد. همچنین کنبرا محل برگزاری مسابقات فوتبال نوجوانان باراسی است. بازی تاریخی کریکت نخست‌وزیر XI، همه ساله در ماندکااوال برگزار می‌شود. دیگر رویدادهای ورزشی سالانه عبارت‌اند از: ماراتن کنبرا و مسابقات سه‌گانه، و مسابقات تنیس کلاسیک زنان کنبرا.
مؤسسهٔ ورزش استرالیا (AIS) در حومهٔ کنبرا، شهر بروس قرار دارد. AIS دوره‌های آموزشی حرفه‌ای مربیگری در ورزش‌های قهرمانی را در رشته‌های مختلف برگزار می‌کند. AIS از سال ۱۹۸۱ شروع به کار کرده و قهرمانان بزرگی را تربیت کرده‌است.
کنبرا مقدار زیادی زمین فوتبال، گلف، پارک اسکیت، زمین تنیس و استخر شنا دارد که به روی عموم باز است. مسیرهای دوچرخه‌سواری برای مقاصد تفریحی و ورزشی نیز در شهر موجود است. پارک طبیعت کنبرا، مسیرهای پیاده‌روی، اسب سواری و موتورسواری در کوه دارد. ورزش‌های آبی مانند قایق‌سواری، قایق بادبانی و اسکی روی آب از فعالیت‌های مورد علاقهٔ مردم در دریاچه‌های کنبرا است. مسابقات رالی اتومبیلرانی و موتورسواری و ساخت پیست مسابقه موتور سیکلت رانی سرعتی از برنامه‌های آتی کنبرا است.

## زیرساخت

### بهداشت

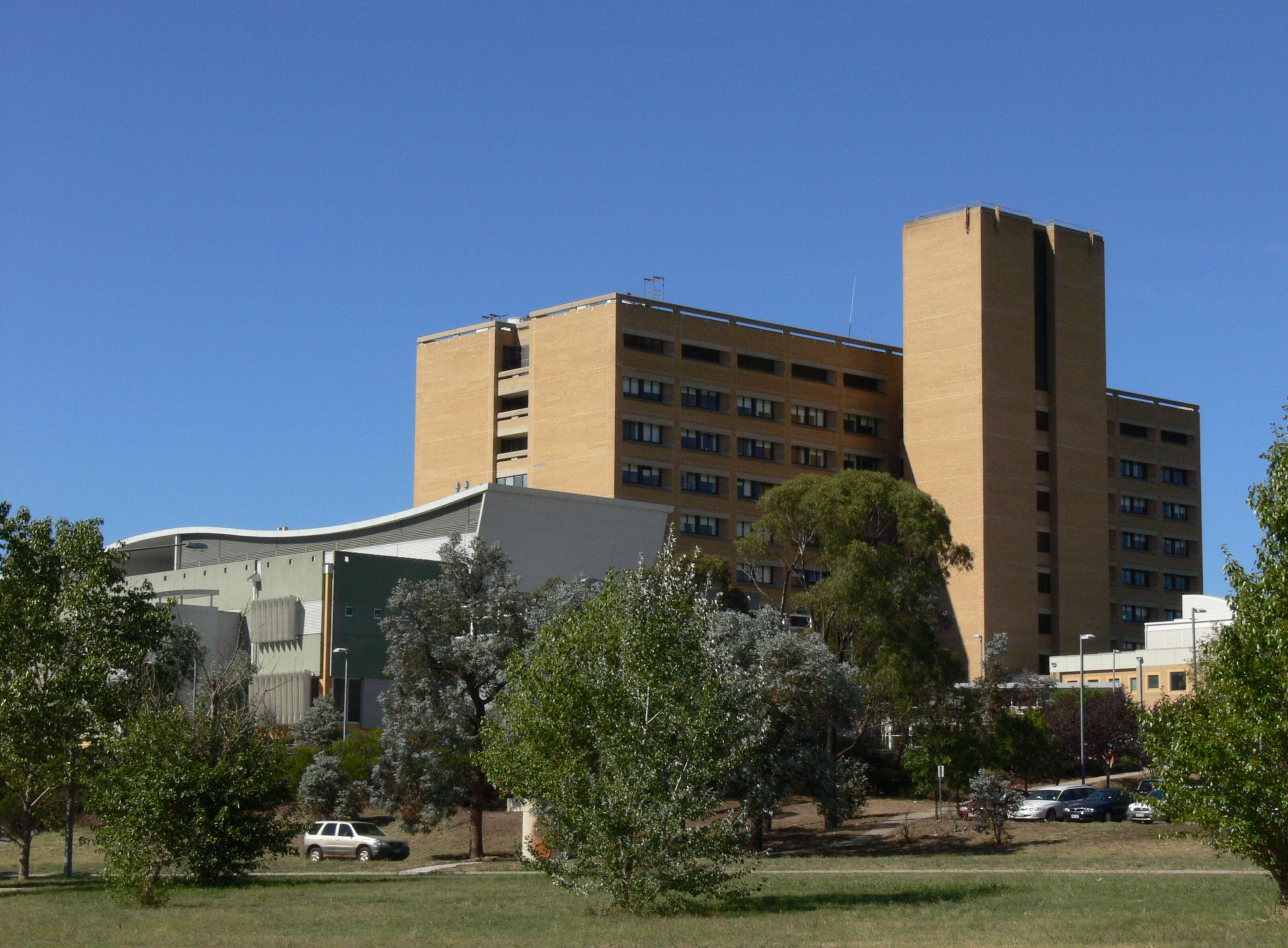
بیمارستان کنبرا

کنبرا دو بیمارستان عمومی بزرگ دارد، بیمارستان ۵۰۰ تختخوابی کنبرا با نام قبلی وودن والی در منطقه گاران، و بیمارستان ۱۷۴ تختخوابی کالواری در منطقه بروس در هر دو بیمارستان فعالیت آموزشی نیز انجام می‌شود. بزرگ‌ترین بیمارستان خصوصی کنبرا، بیمارستان یادبود جان جیمز در منطقه ویکین است. بیمارستان خصوصی کالواری در منطقه بروس و بیمارستان خصوصی سرمایه‌داری ملی نیز از متولیان امر درمان محسوب می‌شوند. شهر دارای ۱۰ مرکز پرستاری کوچک است بیمارستان‌های کنبرا موارد اضطراری را از طریق منطقه جنوبی نیوساوت ولز دریافت می‌کنند. سرویس آمبولانس قلمرو پایتختی استرالیا یکی از چهار عامل خدمات دهی اضطراری در منطقه قلمرو پایتختی استرالیا است.

## حمل و نقل عمومی
ماشین، عمده‌ترین وسیلهٔ حمل و نقل در کنبرا است. سیاست‌های گذشته باعث توسعه کیفیت راه‌ها و پایین بودن تراکم جمعیت در منطقه وسیعی از شهر شده‌است. حومه‌های کنبرا باغراه به هم متصل شده‌اند (جاده‌های دو طرفه با محدودیت سرعت بین ۸۰ تا یکی از این جاده‌ها، باغراه تاگرانانگ است که کنبرا را به تاگرانانگ متصل می‌کند.

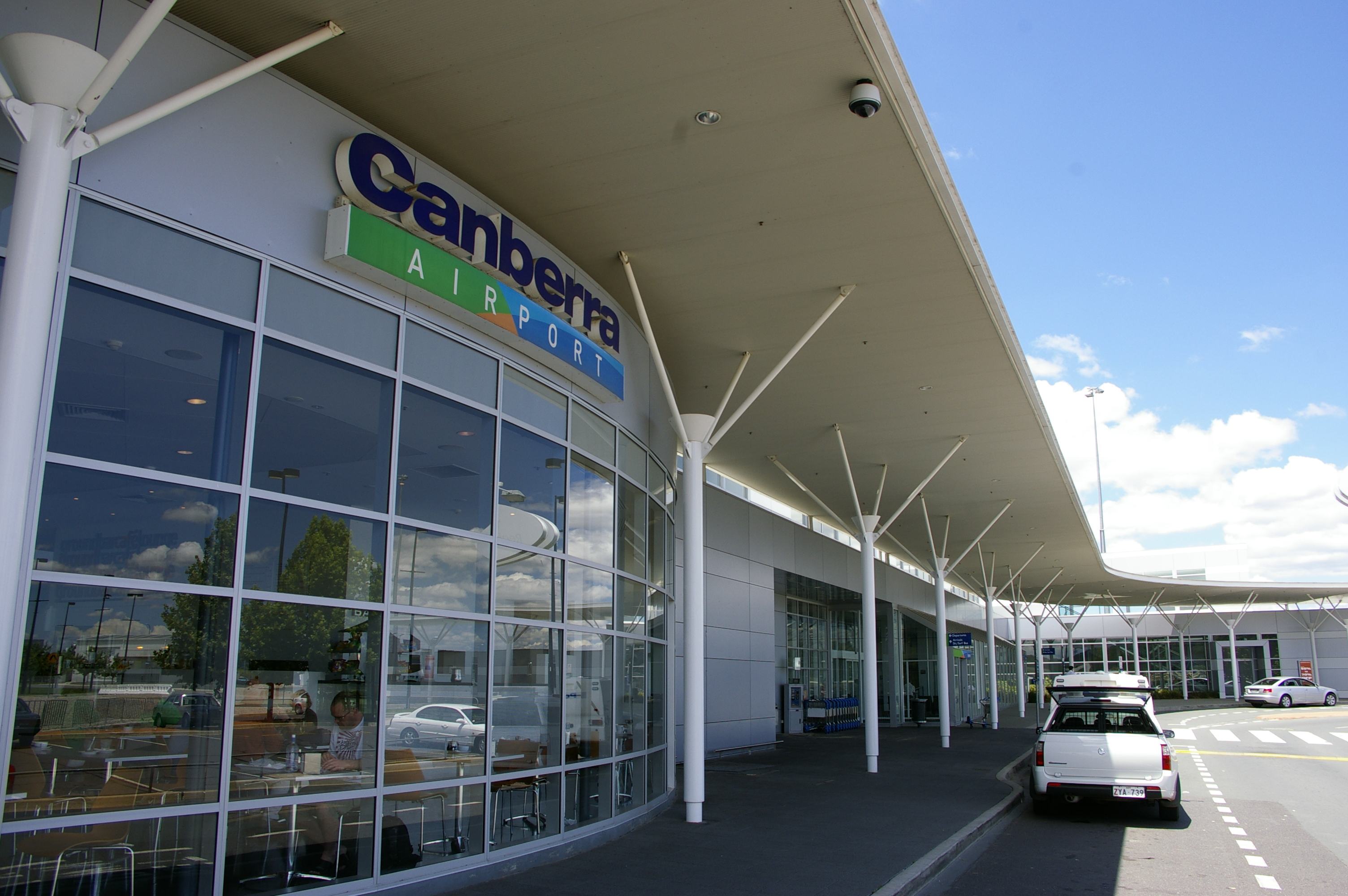
فرودگاه بین‌المللی کنبرا

شبکهٔ اتوبوسرانی پایتخت استرالیا (قلمرو پایتختی استرالیاION)، حمل و نقل عمومی شهر را تأمین می‌کند. شبکهٔ گسترده‌ای از راه‌های دوچرخه‌سواری نیز ساخته شده‌اند. فقط ۶٪/۴ جمعیت از اتوبوس استفاده می‌کنند. ۵٪/۵ نیز پیاده یا با دوچرخه به محل کار می‌روند. شبکهٔ ریلی شهری در کنبرا وجود ندارد. هر چند در نقشه‌های گریفن، خط ریلی و تراموا برای ارتباط شمال شهر با دیگر نواحی در نظر گرفته شده بود. شبکهٔ اتوبوسرانی خصوصی بین کنبرا و کوئین‌بیان، این شهر را به نیوساوت ولز متصل می‌کند.
خط آهن میان ایالتی، سیدنی را به کنبرا متصل می‌کند. ایستگاه راه‌آهن کنبرا در داخل منطقه جنوبی حومهٔ کینگستون قرار گرفته‌است. بین سال‌های ۱۹۲۰ و ۱۹۲۲ خط آهن از روی رودخانهٔ ملونگلو عبور کرد و به سمت شمال تا مرکز شهر امتداد یافت هر چند به علت وقوع سیل، خط بسته شد و هیچ‌گاه بازسازی نشد. دسترسی به ایستگاه قطار ملبورن از طریق شبکهٔ اتوبوس انجام می‌شود که به فاصلهٔ یک ساعت از کنبرا در شهر یاس | نیوساوت ولز قرار دارد. برنامه ساخت قطار سریع‌السیر یا TGV بین سیدنی، ملبورن و کنبرا کامل شده‌است، ولی به علت عدم توجیه اقتصادی برخی قسمت‌های طرح، هنوز اجرایی نشده‌است.
کنبرا از طریق آزاد راه فدرال حدود سه ساعت با سیدنی فاصله دارد و از طریق آزاد راه بارتون، حدود هفت ساعت با ملبورن فاصله دارد. از طریق آزاد راه مونارو، دو ساعت با پسیت اسکی کوه‌های برخی و پارک کوسیوسکو فاصله دارد. از طریق آزاد راه کینگز نیز به شهر بایتموس در نیوساوت ولز دسترسی دارد که مرکز گذراندن تعطیلات در ساحل نیوساوت ولز است.
فرودگاه بین‌المللی کنبرا پروازهای داخلی به سیدنی، ملبورن، بریزبن، آدلاید و پرث را انجام می‌دهد. پروازهای مستقیم روزانه به آلبوری و نیوکاسل در نیوساوت ولز انجام می‌شود. پروازهای بین‌المللی نیز در تاریخهای مقرر، کنبرا را به آن سوی آب‌ها متصل می‌کند. تا سال ۲۰۰۳ باندهای فرودگاه بین فرودگاه غیرنظامی و پایگاه هوایی فایر بایرن |RAAF مشترک بود. در تاریخ ۲۷ ژوئیه همان سال، پایگاه نیروی هوایی به جای دیگری منتقل شد و فرودگاه به‌طور کامل به کنترل اشخاص غیرنظامی درآمد.

### تسهیلات

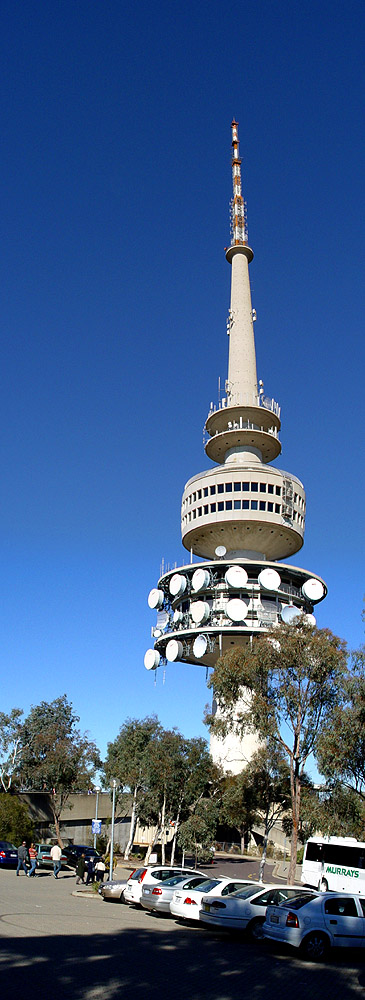
برج تلسترا علاوه بر اینکه یک برج مخابراتی است یک جاذبه گردشی مهم محسوب می‌شود.

دولت قلمرو پایتختی استرالیا که مالک شرکت قلمرو پایتختی استرالیا EW است، مدیریت زیر ساختارهای فاضلاب و منابع آبی کنبرا را بر عهده دارد. قلمرو پایتختی استرالیاewAGL، حاصل همکاری مشترک بین قلمرو پایتختی استرالیا EW و کمپانی روشنایی گازی استرالیا |AGL است و تأمین کنندهٔ تسهیلات شهری کنبرا مانند آب، گاز طبیعی، برق و برخی سرویس‌های ارتباطات سیار است. آب کنبرا در چهار منبع ذخیره گشته‌است: سرهای کورین، بندورا و کاتر بر روی رودخانهٔ کاتر و سه گوگونگ بر روی رودخانهٔ کوئین بیان سرگوگونگ در منطقه نیوساوت ولز قرار دارد ولی توسط دولت قلمرو پایتختی استرالیا اداره می‌شود. شرکت قلمرو پایتختی استرالیا EW مالک دو کارخانهٔ تصفیهٔ فاضلاب کنبرا است که در فیشویک و ملونگلو واقع شده‌اند.
برق کنبرا از خطوط برق ملی در هولت |منطقه پایتخت استرالیا و فیش و یک| منطقه پایتخت استرالیا و کوئین بیان| نیوساوت ولز، تأمین می‌شود. مقدار اندکی انرژی تجدیدپذیر به صورت محلی توسط ژنراتورهای واقع بر خط لولهٔ اصلی آب کنبرا در کوهستان استروملو و نیروگاه متان در بلکانن و موگالین، تولید می‌شود. نخستین تولید کنندهٔ انرژی داخلی در کنبرا در سال ۱۹۱۳، حومهٔ آستون | منطقه پایتخت استرالیا بود. بر خلاف دیگر شهرهای استرالیا، تیرهای برق در حومه‌های قدیمی کنبرا به جای خیابان روبردیی، در قسمت پشتی مناطق مسکونی نصب شده‌اند. مانند دیگر بخش‌های استرالیا، سرویس‌های ارتباطات ثابت و سیار توسط تعداد زیادی از شرکت‌ها، ارائه می‌شود. بیشتر مالکیت زیر ساخت‌ها در اختیار شرکت تلسترا و مقداری نیز برای شرکت Transقلمرو پایتختی استرالیا است (شرکتی که مبتنی بر ارتباطات کنبرا است). قلمرو پایتختی استرالیا دارای بیشترین میزان استفاده از کامپیوتر و اینترنت در استرالیا است.